# Ernest Ebbage
Ernest Walter Ebbage (nacido el 1 de agosto de 1873, murió el 2 de septiembre de 1943) fue un atleta británico que compitió en los Juegos Olímpicos de 1908 en Londres.
Ebbage ganó la medalla de bronce olímpica en el tira y afloja durante los Juegos Olímpicos de Londres 1908. Formó parte del equipo británico de la Policía Metropolitana División "K" que quedó en tercer lugar en la competencia del tira y afloja. Se perdió en la semifinal contra el equipo de Ciudad de Policía de Londres, desde entonces ha ganado la final de la Policía de Liverpool y fueron campeones olímpicos. La Policía Metropolitana División "K" finalmente ganó la medalla de bronce contra Suecia. Había cinco equipos que participaron, todas las medallas ganadas por los equipos británicos.